# Alexander Keen
Alexander „Honey“ Keen (bürgerlich Alexander Kühn; * 19. November 1982 in Rüsselsheim am Main) ist ein deutsches Model und Reality-TV-Teilnehmer.

## Leben und Karriere
Nach dem Abitur in Rüsselsheim ging Keen für sechs Monate zum Arbeiten und Reisen nach Australien. Anschließend studierte er an der Avans University of Applied Sciences in den Niederlanden und schloss sein Studium mit dem Bachelor of Business Administration ab. Es folgte ein 18-monatiges Studium an der Northumbria University, wo er den Bachelor of Arts in International Business Management erwarb. Er arbeitete danach als Unternehmensberater. Er lebt in Frankfurt am Main.
Schon während seines Studiums war er als Model tätig. 2014 entschloss er sich, hauptberuflich als Model zu arbeiten. 2015 lief er auf der Fashion Week in Berlin für das türkische Label Nian. Im November 2015 gewann er die Schönheitskonkurrenz um den Titel Mister Hessen. Am 12. Dezember 2015 nahm er an der Wahl zum Mister Germany teil. Er wurde nach eigenen Angaben um ein Castingvideo für die Fernsehshow Der Bachelor angefragt. Danach trat er 2016 als Freund der späteren Gewinnerin Kim Hnizdo in der Fernsehshow Germany’s Next Topmodel auf. Noch vor Ende der Staffel erfolgte die Trennung. Er hat einen Sohn (* 2008) aus einer vierjährigen Ehe.
Im Januar 2017 nahm er an der 11. Staffel von Ich bin ein Star – Holt mich hier raus! teil und belegte den siebten Platz. Im April 2017 arbeitete er für den Reisesender Sonnenklar.TV und berichtete als Reporter aus verschiedenen Ländern. Ende August 2017 veröffentlichte Keen seine Debüt-Single Der Montag.
Nach dem Rückzug aus der Öffentlichkeit arbeitet Keen seit 2019 in einem Frankfurter Fitnessstudio.

## Diskografie
- 2017: Der Montag

## Fernsehauftritte
- 2016: Germany’s Next Topmodel (ProSieben)
- 2017: Ich bin ein Star – Holt mich hier raus! (RTL)
- 2017: Sonnenklar.TV (Moderation)
- 2017: Das perfekte Promi-Dinner (VOX)
- 2017: Grill den Henssler (VOX)
- 2017: Ninja Warrior Germany – Die stärkste Show Deutschlands 'Prominenten-Special' (RTL)